# Grant Johannesen
Grant Johannesen (Salt Lake City, 30 juillet 1921 – 27 mars 2005) est un pianiste et pédagogue américain.

## Biographie
Il naît à Salt Lake City et découvre la musique à cinq ans grâce à une professeure de piano qui vit de l'autre côté de la rue. Il imite tout ce qu'il entend lorsqu'elle joue ; mais elle n'apprécie pas.
Il étudie le piano à l'Université de Princeton avec Robert Casadesus (1941–1946), puis avec Egon Petri à l'Université Cornell, et la composition avec Roger Sessions et Nadia Boulanger. En 1944, il donne son premier récital à Manhattan, au Times Hall de New York, alors qu'il a 23 ans et remporte le concours international d'Ostende en 1949, date qui marque le début de sa carrière internationale.
Il effectue des tournées avec le New York Philharmonic sous la direction de Dmitri Mitropoulos (1956–57), et d'autres en soliste en Europe et en Russie avec George Szell et l'Orchestre de Cleveland (1968). Ses concerts de Moscou (1962 et 1970) sont particulièrement appréciés : il est rappelé seize fois.
Il est connu comme interprète de la musique française et américaine pour piano et a enregistré l'intégrale des œuvres pour piano de Gabriel Fauré qu'il rejoue en concert à Londres en 1995, pour le centenaire, ainsi que des œuvres de Paul Dukas (Variations), Albert Roussel et Déodat de Séverac. Il laisse quelques œuvres pour piano, dont Improvisations over a Mormon Hymn.
Il enseigne de 1960 à 1966 à l'école de musique d'Aspen (Colorado). Puis il est directeur musical du Cleveland Institute of Music de 1974 à 1985 et président en 1977 (il démissionne en 1984), et se produit souvent en soliste avec l'Orchestre de Cleveland et l'Orchestre symphonique de l'Utah.
Il a été le responsable de Delta Omicron, une fraternité internationale de professionnels de la musique. En 1993, il reçoit un doctorat honorifique en musique de la Hartt School, Université de Hartford.
Johannesen a épousé en 1943 la compositrice Helen Taylor – formée à la Juilliard School et dont les œuvres pour piano ont été parmi les premiers enregistrements du pianiste –, jusqu'à sa mort dans un accident d'automobile en 1950. De ce premier mariage, est né un fils, David Johannesen. En 1963, il se remarie avec la violoncelliste canadienne Zara Nelsova, avec qui il se produit et enregistre parfois, jusqu'à leur divorce, en 1973.
Il meurt en 2005 à l'âge de 83 ans en Allemagne, où il avait été voir des amis. Selon les sources, près de Munich (The New York Times), près de Garmisch en Bavière ; à Berlin (Salt Lake Tribune and the Associated Press, citant son ami de toujours, Elisabeth von Rummelhoff) ainsi que The Mormon Artists Group (dirigé par Glen Nelson), avec qui il a collaboré.
Après sa mort, son fil David Johannesen a achevé le manuscrit de l'autobiographie de Grant Johannesen, écrit un avant-propos et a travaillé en collaboration avec Peter DeLafosse pour la publication chez University of Utah Press  du « Voyage d'un pianiste américain » (2007).
Johannesen était membre de l'Église de Jésus-Christ des saints des derniers jours

## Discographie
- Bach, Variations Goldberg (c. 1975, LP Golden Crest CRS4167)
- Beethoven :
  - Concerto pour piano no 3, op. 37 - Orchestre Philharmonique Néerlandais, dir. Walter Goehr (MMS 25)
  - Sonates pour piano nos 8, op. 13 et 31, op. 110 (MMS 52)
  - Sonate pour piano no 24, op. 78 (MMS 100 W)
- Chopin, Polonaises (Vox RC 885-886)
- Fauré  (1972-76, Vox CD3X 3032) (OCLC 32301462) :
  - Ballade en fa-dièse majeur pour piano et orchestre, op. 19
  - Fantaisie en sol majeur pour piano et orchestre, op. 111
  - Nocturne no 7, op. 74 ; Impromptu nos 3, op. 34 et 5, op. 102
  - Œuvres complètes vol. 1 - op. 25, 30, 31, 33, 34, 42, 84, 91, 101, 102, 103 (1961, LP Golden Crest Records, VAI Audio) (OCLC 48846500)
- Grieg :
  - Concerto pour piano, op. 16
    - Orchestre Philharmonique Néerlandais, dir. Walter Goehr (MMS 123)
    - Utah Symphony Orchestra, dir. Maurice Abravanel (1975, Vox)
- Debussy, Children's Corner Suite (1972-76, Vox CD3X 3032)
- Dukas, Variations, interlude et finale sur un thème de Rameau (1972-76, Vox CD3X 3032) (OCLC 32301462)
- Franck, Prélude, choral et fugue (1972-76, Vox CD3X 3032) (OCLC 32301462)
- Milhaud (1972, Vox Vox-Box CDX 5109) :
  - Concerto pour piano et orchestre no 2 - Orchestre de la radio Luxembourg, dir. Bernard Kontarsky
  - La Muse ménagère, suite pour piano, op. 245
- Mozart, Concerto pour piano no 24 en ut mineur, K.491 - Orchestre Philharmonique des Pays-Bas, dir. Otto Ackermann (11 décembre 1952, MMS-46)
- Poulenc, Les Animaux modèles (arr. Johannesen), Improvisations (Livre II nos 7 à 12), Humoresque, Sonate pour violoncelle°, L'Histoire de Babar* - Zara Nelsova, violoncelle° ; Mildred Natwick, narrateur* (1961-74, VAI Audio) (OCLC 44124855)
- Roussel  (1972-76, Vox CD3X 3032) (OCLC 32301462) :
  - Suite pour piano, op. 14 ; Bourrée
  - Trois pièces pour piano, op. 49
- Saint-Saëns, Concerto pour piano no 4 (1972-76, Vox CD3X 3032) (OCLC 32301462)
- Schumann, Sonate pour piano no 2, op. 2 ; Intermezzi, op. 4 (1953, LP Nixa Records CLP 1173)

- Zara Nelsova : la reine des violoncellistes - sonates pour violoncelle de Brahms, Chopin, Debussy, variations de Beethoven - Zara Nelsova, violoncelle (21 février 1968, CBC Records/Les disques SRC) (OCLC 48607737)
- Discovering Helen Taylor : Sonate pour violon et piano, Sonate pour piano - Kelly Clark Parkinson (violon) (Tantara Records) (OCLC 54403277)